# Dendrocitta cinerascens
La dendrogazza del Borneo (Dendrocitta cinerascens Sharpe, 1879) è un uccello passeriforme appartenente alla famiglia Corvidae.

## Etimologia
Il nome scientifico della specie, cinerascens, deriva dal latino e significa "cinerea", in riferimento alla livrea di questi uccelli.

## Descrizione

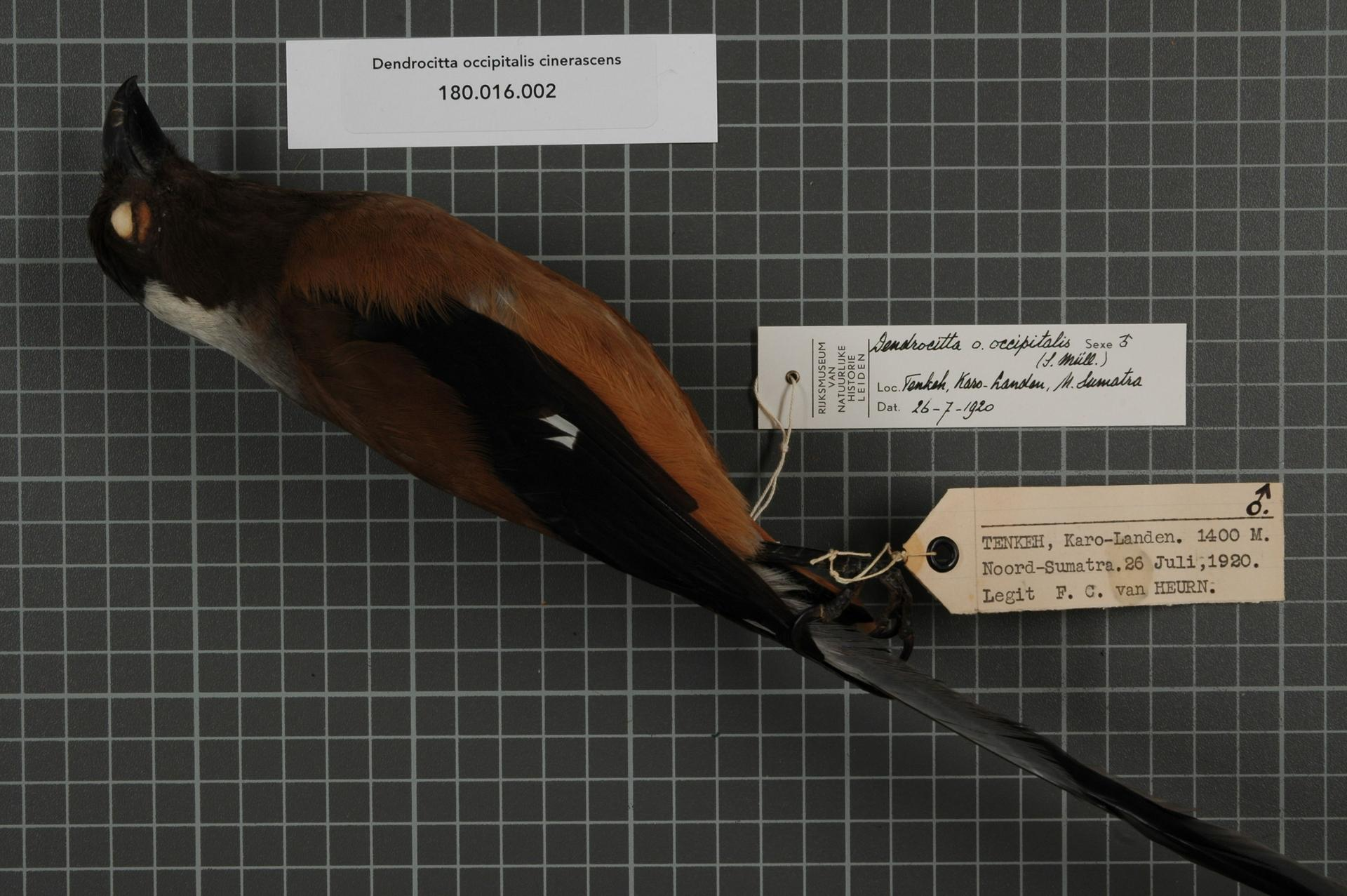
Veduta laterale di maschio impagliato.

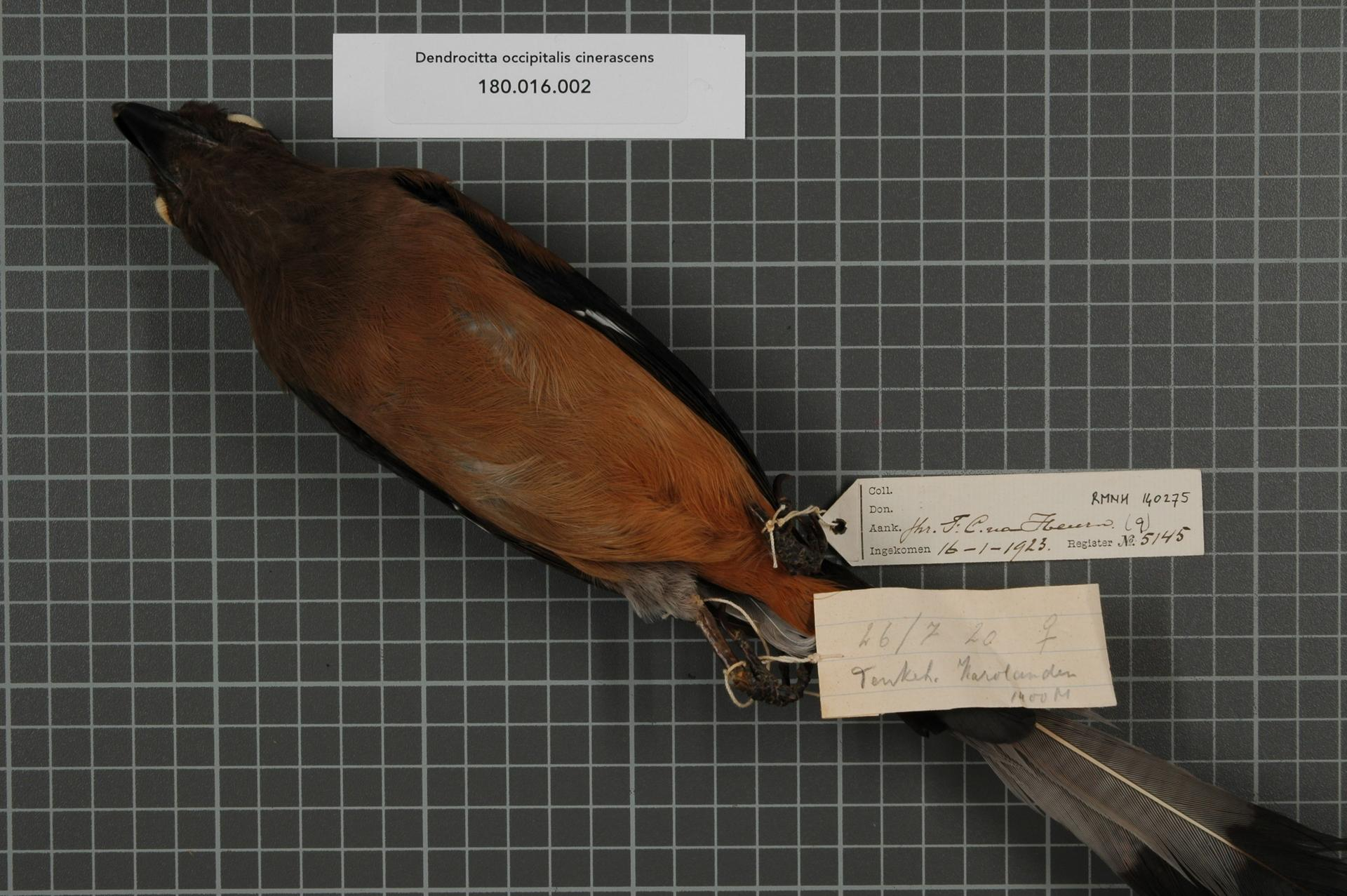
Veduta ventrale di femmina impagliata.

### Dimensioni
Misura 40 cm di lunghezza, per 125 g di peso.

### Aspetto
Si tratta di uccelli dall'aspetto robusto, muniti di testa arrotondata, becco conico forte e visibilmente ricurvo verso il basso, forti zampe, ali digitate e lunga coda rettangolare: nel complesso, la dendrogazza del Borneo somiglia molto alle altre dendrogazze per quanto riguarda l'aspetto, ed in particolare alla dendrogazza di Sumatra (della quale del resto veniva considerata una sottospecie), rispetto alla quale presenta colorazione complessivamente più chiara, soprattutto per quanto concerne la faccia e l'area ventrale.
Il piumaggio è di color grigio cenere su vertice, nuca, guance e dorso, mentre fronte, faccia, gola e petto sono di colore grigio-sabbia, che sfuma nel beige su ventre e fianchi. La groppa, il codione e le lunghe penne centrali della coda sono di colore bianco-argenteo, queste ultime con punta nera: le altre penne della coda, così come le remiganti e le copritrici, sono di colore nero.

I due sessi sono simili, sia per dimensioni che per colorazione.
Il becco e le zampe sono di colore nerastro, mentre gli occhi sono di colore bruno scuro.

## Biologia

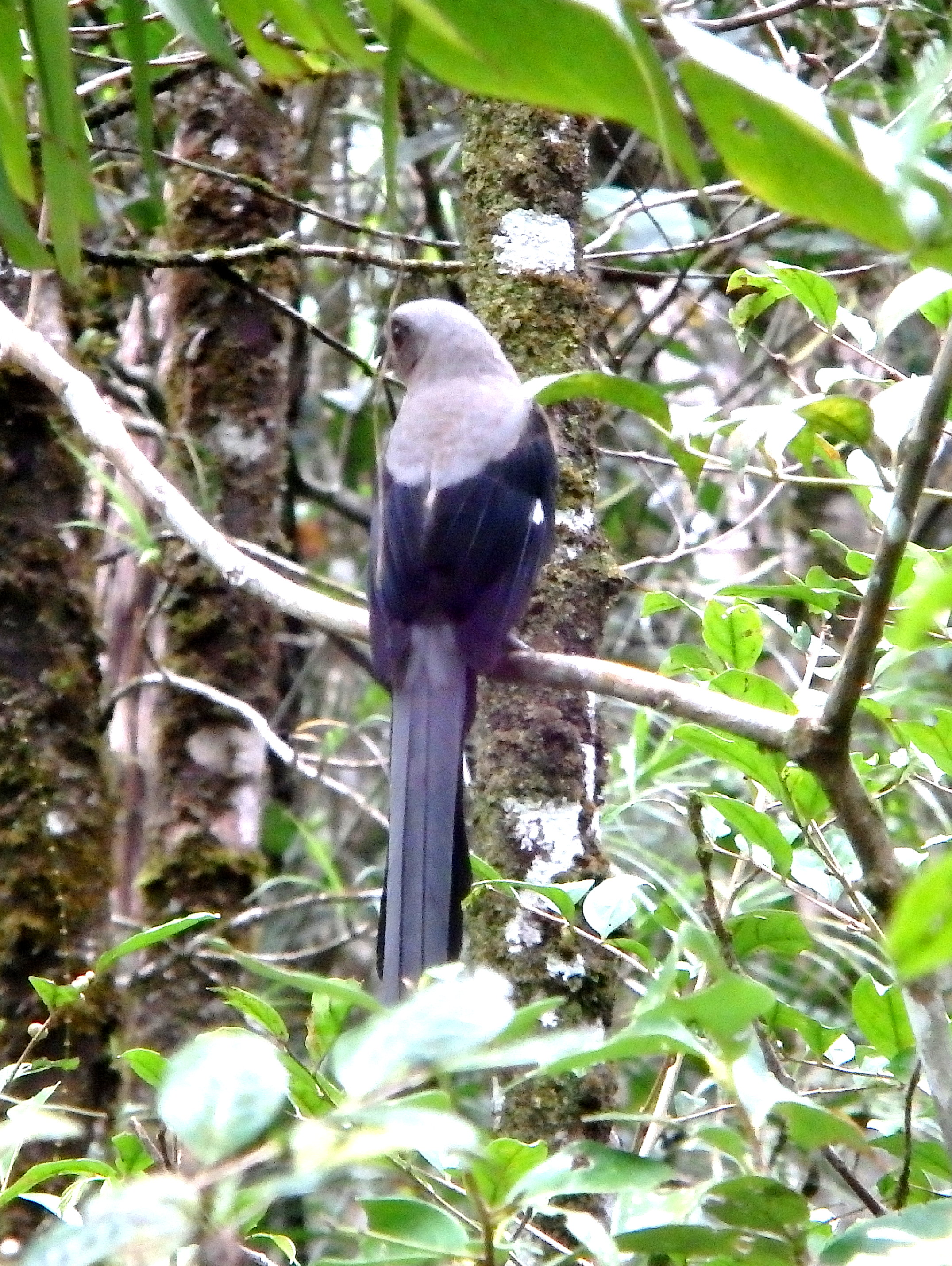
Esemplare di spalle in natura.

La dendrogazza del Borneo è un uccello dalle abitudini di vita essenzialmente diurne, che vive in gruppetti e passa la maggior parte della giornata alla ricerca di cibo fra i rami degli alberi.
Si tratta di uccelli molto rumorosi e ciarlieri, che si tengono in costante contatto vocale fra loro mediante una grande varietà di richiami, che vanno da suoni gracchianti simili a quelli delle ghiandaie ad altri metallici o più musicali, vagamente richiamanti dei miagolii o delle risate: analogamente a molti altri corvidi, anche la dendrogazza del Borneo è in grado di imitare i suoni dell'ambiente circostante.

### Alimentazione

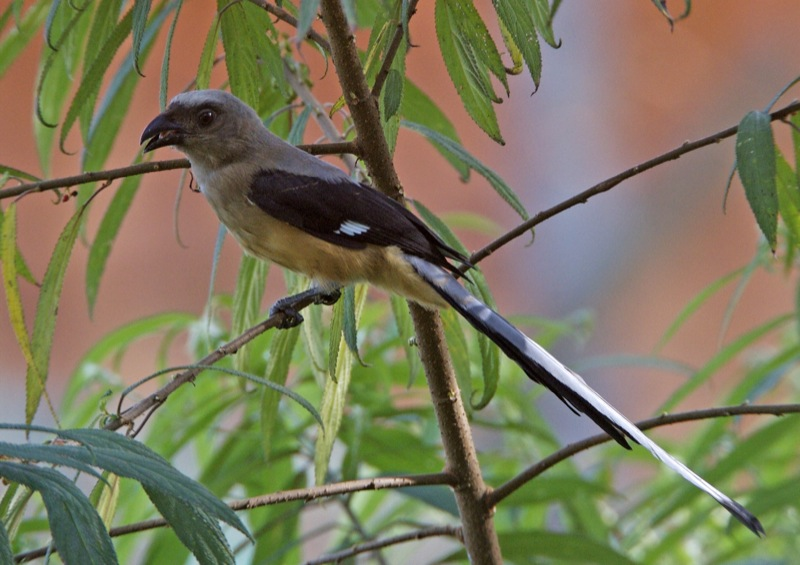
Esemplare si alimenta in natura.

La dieta di questi uccelli è virtualmente onnivora, con netta preponderanza della componente carnivora su quella vegetariana: la dendrogazza del Borneo preda principalmente invertebrati (in particolar modo cavallette e coleotteri) e le loro larve, ma anche piccoli vertebrati (nidiacei e uova, topolini, lucertole, gechi, piccoli serpenti, rane), nutrendosi solo sporadicamente di cibo di origine vegetale, come bacche, frutta matura e granaglie.

### Riproduzione
La stagione riproduttiva della dendrogazza del Borneo sembrerebbe estendersi dagli inizi di gennaio alla seconda metà di marzo: si tratta di uccelli rigidamente monogami, nei quali le coppie rimangono assieme anche per anni e collaborano nella costruzione del nido (una coppa piuttosto appiattita di rametti sottili e fibre vegetali posizionata fra i rami bassi degli alberi), nella cova delle 3-5 uova (azzurrine con maculatura bruna, quest'ultima concentrata sul polo ottuso) e nell'allevamento dei nidiacei, i quali, ciechi ed implumi alla schiusa, sono pronti per l'involo attorno alle tre settimane di vita e si rendono indipendenti a una quarantina d'anni d'età.

## Distribuzione e habitat

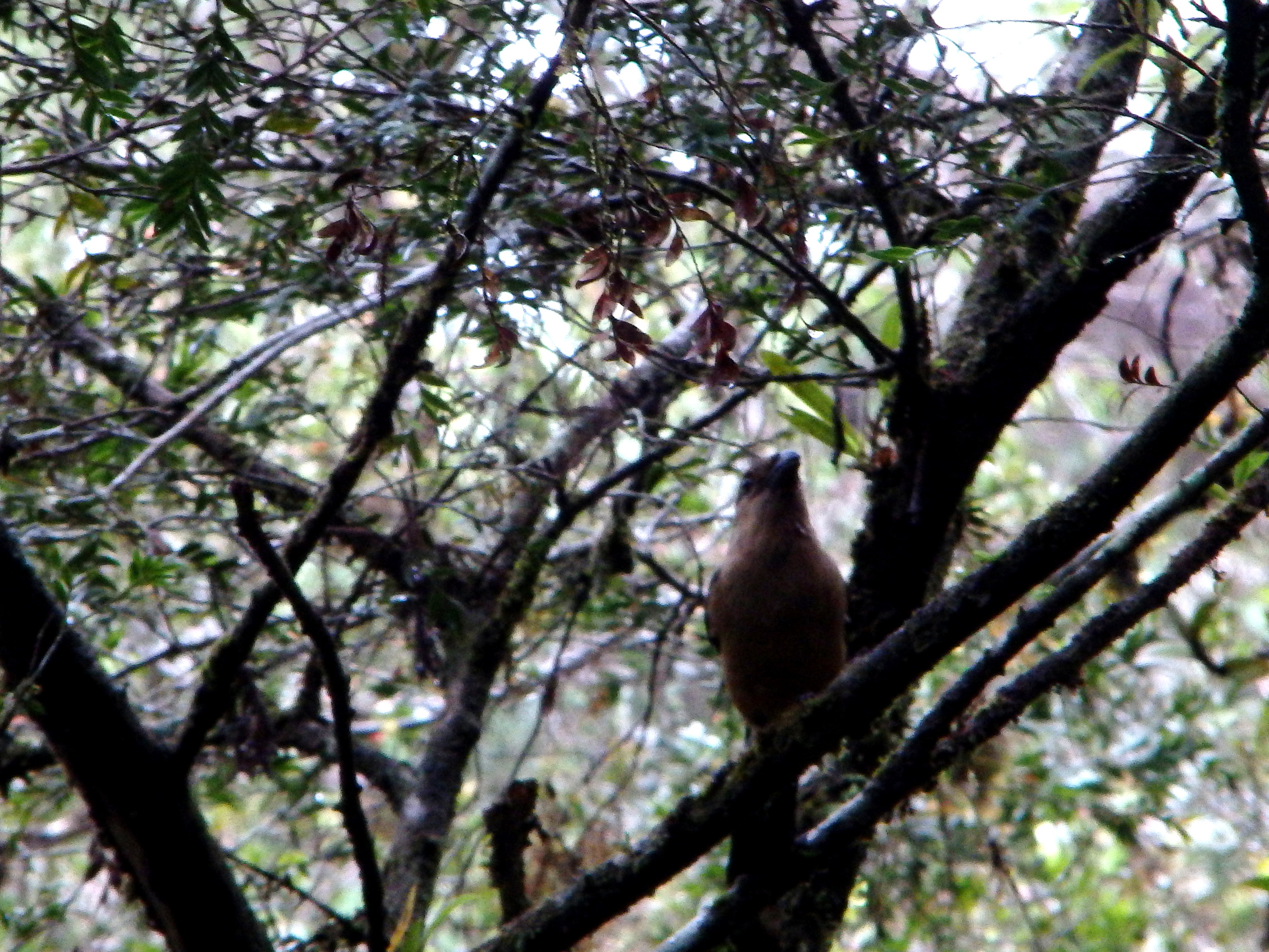
Esemplare in natura.

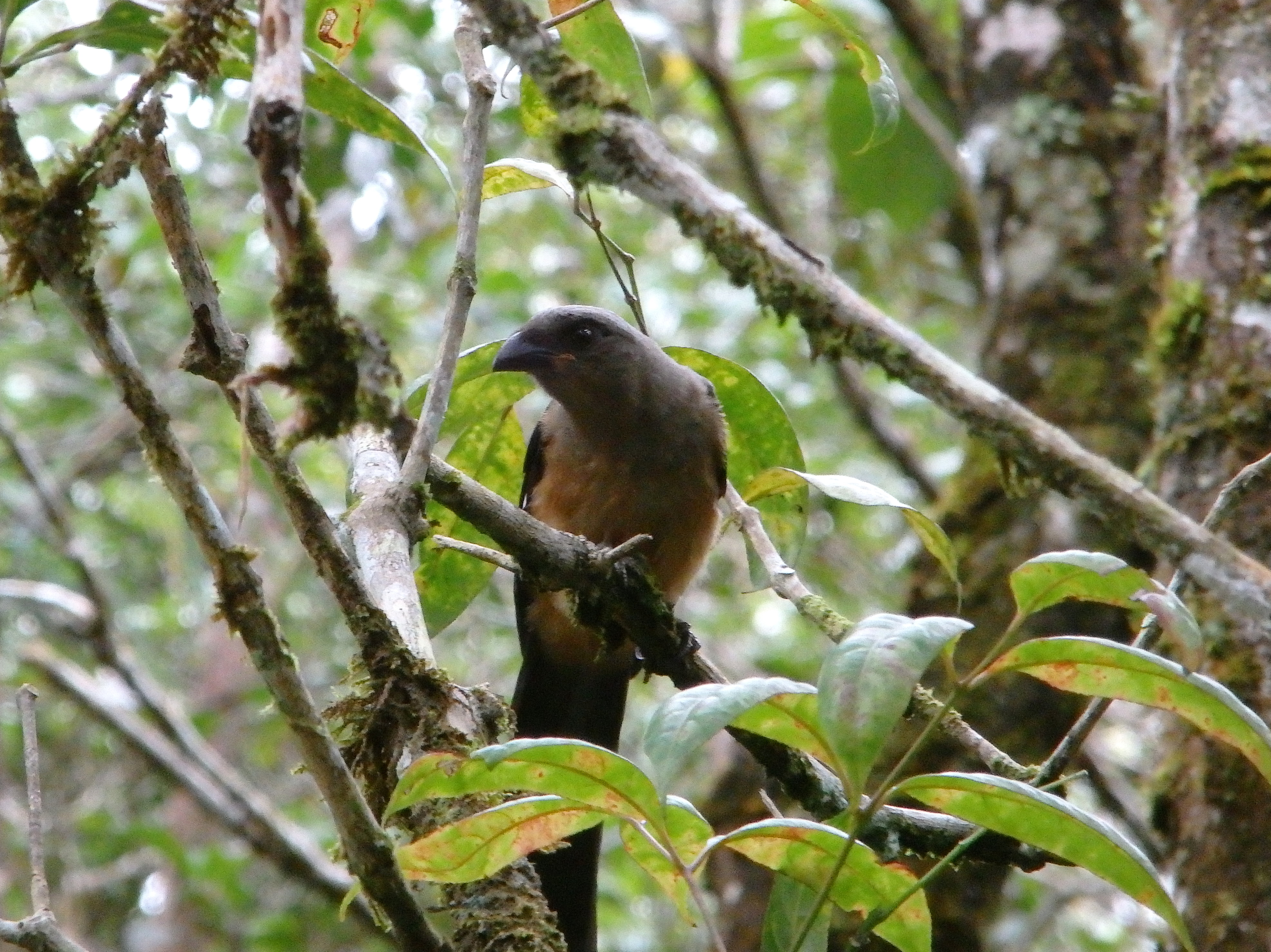
Esemplare nel Sabah.

Come intuibile dal nome comune, la dendrogazza del Borneo è endemica del Borneo, del quale popola la porzione montuosa centro-settentrionale: recentemente questi uccelli sono stati inoltre osservati nei monti Meratus, nel sud-est dell'isola.
L'habitat di questi uccelli è rappresentato dalla foresta pluviale collinare e montana (fra i 300 ed i 2800 m di quota), sia primaria che secondaria, con predilezione in particolare per le aree alberate con alternanza di zone con denso sottobosco arbustivo e di radure: è inoltre possibile osservarli con frequenza nelle macchie di bambù e nei pressi delle aree coltivate.